# 그림자

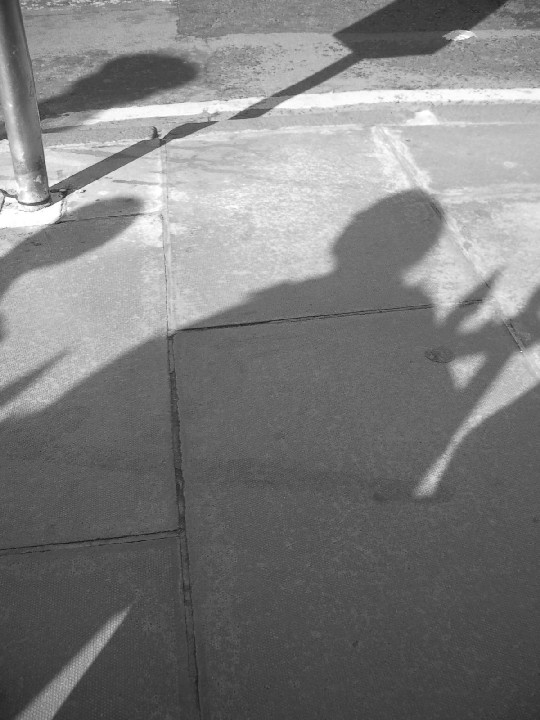
그림자의 모습.

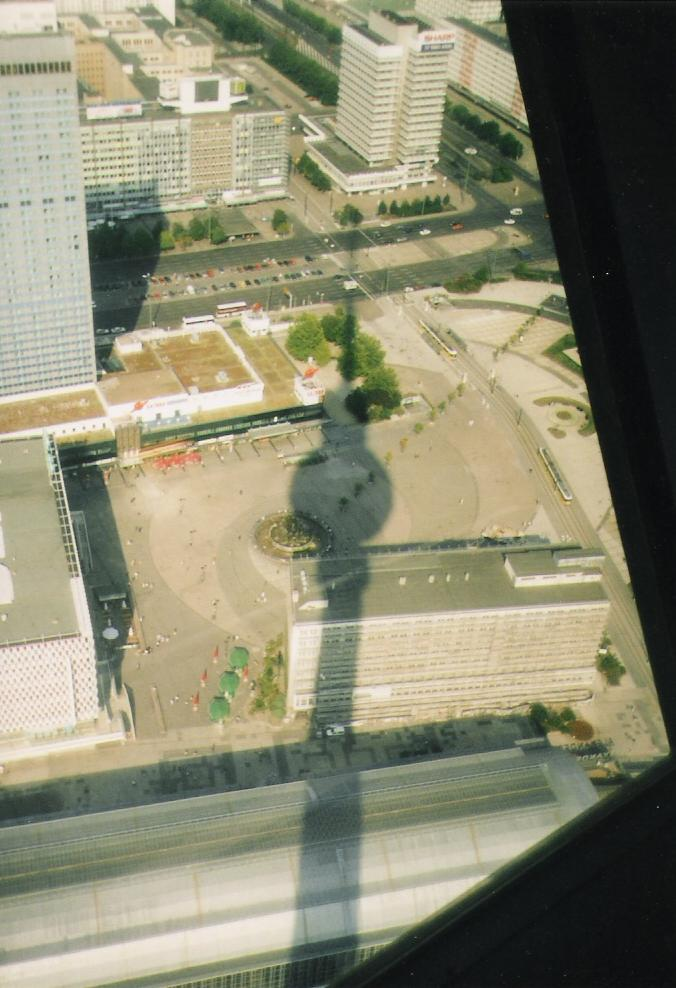
베를린 TV 타워의 그림자의 모습.

그림자는 빛의 경로 상에 불투명한 물체가 있을 때 빛의 직진성 때문에 물체에 빛이 통과하지 못하여 생기는 어두운 부분을 말한다. 유의어로 음영(陰影)이라고도 한다. 햇빛으로 생기는 그림자는 물체 가장자리가 흐려지는데, 태양은 점광원이 아니기 때문에 발생한다. 태양의 시직경 때문에 빛이 오는 방향이 달라진다. 그림자의 같은 부분일지라도 광원에 따라 그림자가 지기도 하고, 동시에 빛이 비치기도 한다. 이것을 반그림자라고 부르고, 모든 광원이 통과하지 않아 지는 그림자를 본그림자라고 부른다.

## 광원에 따른 그림자

### 면광원
태양은 지구보다 훨씬 크므로, 태양에서 오는 빛이 모두 같은 방향으로 평행하게 들어온다고 가정하자.
같은 방향으로 평행하게 들어오기 때문에 태양에 비친 그림자는 물체의 윤곽에서 조금 떨어진 곳을 빛이 지난다고 생각할 수 있다. 따라서 생기는 그림자는 윤곽의 크기에 상이 맺히는 거리에 관계하지 않고, 상이 맺히는 면의 각도에 관계한다.

### 원광원
그러나 태양의 시직경은 0.5°로 태양에서 오는 빛이 모두 같은 방향으로 오지 않는다. 부분적으로 다른 방향으로 오기 때문에 그림자의 상이 맺히는 면이 멀면 멀수록 그림자는 흐려진다.
태양의 양 끝에서 물체의 끄트머리의 한 점으로 두 빛이 온다고 생각했을 때, 빛이 지나치는 경로는 다를 것이다. 이 두 경로가 최종적으로 상이 맺히는 면과 만나는 점을 그어보면, 한 빛은 다른 빛으로 만들어진 그림자 안쪽으로 투사한다. 즉, 그 영역에서는 그림자가 부분적으로 지게 된다. 이 그림자를 부분그림자라고 하고, 모든 빛이 닿지 않는 부분은 본그림자라고 한다.
본그림자의 크기는 상이 맺히는 거리가 멀수록 작아진다.
월식은 지구의 본그림자가 달을 완전히 가리는 현상으로, 월식 직전에 달이 붉은색으로 보이는 이유는 달이 지구의 부분그림자에 가려져 햇빛에 반사되지 않기 때문이다.

### 점광원
작은 광원인 촛불을 생각하자. 관측하는 물체가 충분히 크면 촛불은 점광원으로 생각할 수 있다.
촛불에 의해서 나오는 광원은 사방으로 퍼진다. 역제곱 법칙에 따라 빛의 세기는 거리에 따라 역제곱으로 줄어들고, 이는 같은 세기의 빛은 거리에 제곱의 면적으로 퍼진다는 것을 의미한다.
촛불 앞에 물체가 있다고 한다면, 물체와 촛불의 거리에 따라 그림자의 크기는 상이 맺히는 곳의 거리에 제곱하여 커지게 된다.

## 통신에서 음영
빛은 전자기파의 일종으로, 인간의 눈의 원추세포가 반응하는 전자기파를 빛이라고 한다. 전자기파는 빛의 특성을 가지고 있다.
빛은 직진성을 가지지만, 무선 통신에 이용되는 전자기파는 빛보다 주파수가 낮아 회절현상이 크게 일어난다. 따라서 직선상에 방해물이 존재해도 라디오 전파나 와이파이의 통신 대역 전자기파는 송수신기가 한 직선상에 있지 않아도 통신할 수 있다.
그러나, 회절현상으로도 닿지 않는 곳(터널 등)이나 패러데이 새장 등으로 전자기파가 차단된 공간에서는 통신이 일어나지 않는데, 이를 음영지역 혹은 음영지대라고 한다.

## 그림자의 속력
그림자의 속력은 빛의 속력보다 빠를 수 있다. 그림자는 물체가 아니라, 오히려 물체의 부재에서 오기 때문에 상대성 이론와 대치되지 않는다.

## 문화적 현상의 그림자의 의미
인간의 심리의 그림자의 개념의 다양함과 중요함이, 그림자의 신화나 그림자의 은유, 또 여러 가지 사상적인 의미를 지녀 문화적으로 현상했다고 말할 수 있다. 사람의 삶과 죽음을 둘러싼 그림자의 현상학이 있고, 또 그림자의 의미를 묻는 문학이 존재한다.

### 종교의 그림자
그림자는 꿈이나 상상에 나타나는 사망자 등의 이미지이며, 영혼에 부수하는 제 2의 영혼이기도 하다. 자기 자신의 모습을 보는 것을 자기시라고 하지만, 자기시는 영혼의 신체로부터의 이탈을 의미해 이중신(도플갱어)의 현상과 관련한다.
그림자는 무상한 영혼이며 그 이미지이지만, 자기 자신이 자신의 그림자를 보는 것은 어느 문화의 해석으로는 죽음을 앞에 두고 있는 것을 의미했다. 자신의 모습을 외부에서 보는 것을 '그림자의 병'이라고도 칭했지만, 그것은 죽음의 자각이었다.

### 마술의 그림자
마술·주술에선 빛에 대응하는 어둠으로 다양한 상징성을 가진다. 또 그림자에도 본체의 영혼 일부가 있다는 생각이 있어, 그것은 타인, 특히 손윗사람의 그림자를 밟지 않는다는 예의범절 등으로 표현된다.
판타지의 마술에서는 둔갑술로 이용되는 「그림자 꿰매기」가 유명하다. 닌자가 적의 그림자가 있는 지면에 장도칼을 던지면, 본래 물리적 관계가 없는 본체가 다치거나 행동 불능이 되거나 한다. 이것은 인형같이 본체와의 주술적인 관계성을 이미지했다고 생각할 수 있다. 그 밖에도 그림자가 본체로부터 멀어져 활동하는 둔갑술도 볼 수 있다. 또 마귀의 본체가 경상이나 그림 같이 그림자인 케이스도 있다.

### 심리학의 그림자
그림자의 현상은 종교적으로 중요한 의미를 가져, 사람의 생사와 관계하고 있었다. 사람의 생사는 육체적인 의미의 생사와 심리적인 의미의 생사가 있어, 사람의 발달과 성장은 심리적으로 미숙한 자기의 죽음을 경험하며 통과해, 새로운 자기로서 태어나는 것이라고도 말할 수 있다.
이러한 구상에 대해 카를 융은 그의 분석심리학에서 자아를 보완하는 원형으로서 그림자(Schatten)의 원형을 제창했다. 그림자의 원형은 분석의 초기의 단계에서 나타나는 경우가 많고, 이성으로서 나타나는 아니마·아니무스와 달리, 피분석자와 동성의 인물로서 나타나는 경우가 많다. 그림자는 그 사람의 의식이 억압하거나 충분히 발달하지 않은 영역을 대표하지만, 또 미래의 발전 가능성도 시사한다. 그 사람이 살 수 없었던 반면을 이미지화하는 힘이라고 할 수 있다.
그림자는 부정적인 의미를 가지는(자주 악이나 공포의 대상으로 이미지화 된다) 경우가 많지만, 이 부정성을 넘어 자기를 발달시키지 않으면 안 된다. 그것은 그림자를 무의식의 세계에 쫓아 버리는 것이 아니라, 오히려 그림자와의 대결, 그림자를 자기 자신의 부정적 측면, 결여된 측면으로 의식화해 그림자를 자아로 통합하는 것이 자아 발달의 길이며, 자기 실현의 길(개성화의 과정)이라고 융은 주창했다.

### 문학의 그림자
종교적·심리학적으로 그림자가 개인에게 있어서 중요한 무엇이라고 하는 것은 문학 중에서도 다루어지고 있다. 일본에 있었던 센고쿠 시대의 무장 등에 사용된 「막후인물」이라는 개념은 본체를 지키기 위해서 이차적인 모조자를 대리적으로 세우는 것이지만 쿠로자와 아키라의 「막후인물(1980년)」이 나타내 보이듯이 그림자가 본체와 교체할 가능성을 가진다.
류우케이 이치로의 '막후 인물 도쿠가와 이에야스'에서는 세키가하라 서전에서 암살된 이에야스 본인을 대신해, 막후인물 세라다 지로 사부로가 활약하지만 그림자가 실상의 이에야스보다 생생하고 재주로 가득 차 있다. 전국시대의 천하를 호령하는 사람인 오다 노부나가, 토요토미 히데요시, 그리고 여기서 말한 도쿠가와 이에야스의 성격이나, 삶의 방법을 생각할 때, 서로의 사이의 그림자의 투사나 수영의 현상이 교착하고 있었다. 얼마나 깊게 무의식과 자아의 사이의 조정을 잡혔는지가, 무장이나 정치가들의 운명을 결정했다고도 융 심리학적으로 말할 수 있다.
그림자가 인간에게 중요한 존재라고 말하는 것은 독일의 작가 아데르베르트 폰 샤밋소의 「그림자를 없앤 남자」의 이야기에 나타나고 있다. 페터 슈레미르는 무진장 금화가 손에 들어 온다는 마법의 유혹에 져서, 악마에 자신의 그림자를 판다. 그러나 부를 손에 넣은 슈레미르는, 반대로 「그림자」가 얼마나 중요한 것인가, 그것이 그 자신의 존재의 의미와도 관련 있다는 것을 깨닫는다. 그림자는 인간의 자아에게 음영을 주어 입체적인 존재로서 지지하는 것이다.

## 같이 보기
- 그늘
- 그림자극
- 실루엣